# Компютърно проектиране
CAD пренасочва насам.  За други значения вижте CAD (пояснение).
Системите за автоматизирано проектиране и компютърното проектиране (на английски: Computer Aided Design (CAD), произнася се [kəmˈpjuːtə ˈeɪdɪd dɪˈzaɪn]) са термини, обединяващи софтуерни и хардуерни похвати за геометрично моделиране, позволяващи проектиране и изпитване във виртуална среда (с помощта на компютър и компютърни симулации)
на промишлени изделия, както и на инструментите, необходими за тяхното производство.
CAD системите са заменили чертожната дъска, както и много рутинни дейности при създаването на конструкционна документация за механични, електрически или електронни продукти. Намират приложение в отрасли като уредостроенето, машиностроенето, автомобилостроенето, самолетостроенето, корабостроенето, в денталната медицина, а също така и в архитектурата и строителното инженерство.
Според предназначението си CAD системите могат да позволяват както 2D, така и 3D моделиране. Пример за двумерно автоматизирано проектиране е KiCad, предназначен да улеснява проектирането на електронни схеми и превръщането им в печатни платки.

## Технология

### Софтуер
Първоначално софтуерът за CAD системите бил разработван с езици като Fortran, но с навлизането на обектно ориентираното програмиране с неговите предимства това рязко се променило. Обикновено съвременните системи за моделиране на плътни тела (на английски: Solid modeling) и произволни повърхнини (на английски: Freeform surface modelling) се изграждат на базата на различни основни C модули с техни собствени APIs.